# Fethia Mzali
Fethia Mzali (en árabe: فتحية مزالي‎), nacida Fethia Mokhtar (فتحية المختار‎), ) (Túnez, 6 de abril de 1927 - Ib. 12 de febrero de 2018) fue una política y activista por los derechos de las mujeres  tunecina. En 1983 se convirtió en una de las dos primeras ministras del país . 

## Biografía
Hija de Abderrahmane Mokhtar, Fethia Mzali sigue sus estudios primarios en la escuela de niñas musulmanas en la rue des Savants en Túnez y luego en la escuela de niñas de El Bardo, hasta obtener el certificado de estudios primarios en 1939 . 
Continuó sus estudios secundarios en Lycée Paul-Cambon hasta 1941 y posteriormente en el Liceo de Montfleury hasta 1944, con un paréntesis de dos años en 1942 por la Segunda Guerra Mundial . Terminó sus estudios en el liceoLiceo Armand-Fallières, donde obtuvo su bachillerato con honores en 1947. Continúa entonces su formación universitaria en París licenciándose en filosofía en 1952 en la Sorbona.

### Trayectoria profesional
Entre 1950 y 1970, Fethia Mzali ocupó un puesto docente en la Escuela Normal para Niñas en Túnez, donde enseñó psicología, psicología infantil y sociología . En 1957, se desempeñó como directora de la escuela, luego se convirtió en inspectora de educación primaria. En 1968 - 1969 participó en la comisión nacional de educación encargada de revisar el sistema educativo diez años después de la reforma iniciada por el escritor y político Mahmoud Messadi en 1958. 

### Compromiso político
Fethia Mzali fue una de las fundadoras de la Unión Nacional de Mujeres de Túnez en 1956. A propuesta del presidente Habib Bourguiba, fue responsable de la reorganización de la asociación y asumió su presidencia de 1974 a 1986 sustituyendo a Radhia Haddad. 
En 1959, dio una conferencia en el Club Aziza Othmana sobre control de natalidad. En 1968 contribuyó a la creación de la Asociación de Planificación Familiar de Túnez y fue su vicepresidenta.
Al mismo tiempo, fue elegida concejala municipal de la ciudad de Túnez de 1957 a 1960 . Se unió al comité central del Partido Socialista Desturiano  en 1974, siendo nombrada miembro de la administración central, órgano supremo de gobierno del partido, en 1979 . Paralelamente, fue elegida en 1974, 1979 y 1981 diputada en la Cámara de Diputados de Túnez; de la que fue vicepresidenta. Designada ministra en 1983 para asumir la jefatura de un nuevo ministerio, el Ministerio de la Familia y la Promoción de la mujer, se convierte así en una de las dos primeras mujeres en Túnez en ocupar un puesto ministerial. La designación se produce cuando su esposo, Mohamed Mzali, es primer ministro.
Ella continuó ocupando este cargo hasta 1986 y la desaparición del ministerio, que siguió a su salida y la de su esposo de la administración central del partido gobernante.

### Vida privada
Fethia Mokhtar conoció a Mohamed Mzali mientras estudiaba en  París y se casó con él en 1950 . A la boda asistió el líder nacionalista Habib Bourguiba. Tuvieron seis hijos dos niñas y cuatro niños. Su esposo murió en junio de 2010.